# اما وینت
اما وینت (انگلیسی: Emma Weyant؛ زادهٔ ۲۴ دسامبر ۲۰۰۱) شناگر اهل ایالات متحده آمریکا است.
وی در مسابقات کشوری و بین‌المللی در مجموع برندهٔ ۱ مدال نقره شده‌است.